# Ga Samseongjungang
Ga Samseong Jungang (Tiếng Hàn: 삼성중앙역, Hanja: 三成中央驛) là ga tàu điện ngầm trên Tàu điện ngầm Seoul tuyến 9 ở Samseong-dong, Gangnam-gu, Seoul.

## Lịch sử
- 18 tháng 12 năm 2014: Tên ga được quyết định là Ga Samseong Jungang[2]
- 28 tháng 3 năm 2015: Bắt đầu hoạt động với việc khai trương Giai đoạn 2 của Tàu điện ngầm Seoul tuyến 9
- 28 tháng 11 năm 2018: Hoạt động vận hành của Tổng công ty tàu điện ngầm Seoul tuyến 9 được chuyển đổi từ hoạt động được ủy thác lại sang hoạt động trực tiếp quản lý bởi Tổng công ty Vận tải Seoul.

## Bố trí ga
| Seonjeongneung ↑ |
| \| W/B           |
| ↓ Bongeunsa      |

| Hướng Tây  | ● Tuyến 9 | Địa phương | ← Hướng đi Seonjeongneung · Sinnonhyeon · Sân bay Quốc tế Gimpo · Gaehwa                            |
| Hướng Đông | ● Tuyến 9 | Địa phương | → Hướng đi Liên hợp thể thao · Seokchon · Công viên Olympic · Bệnh viện cựu chiến binh Trung ương → |

## Xung quanh nhà ga
| Lối ra \| 나가는 곳 \| Exit \| 出口 | Lối ra \| 나가는 곳 \| Exit \| 出口 |
| ----------------------------------- | --- |
| 1                                   | Văn phòng Giáo dục Seoul Thư viện Gangnam Văn phòng Giáo dục Seoul Gangnam Seocho Trung tâm Cộng đồng Samseong 2-dong (Trung tâm Văn hóa) Trường tiểu học Seoul Samneung Trường trung học cơ sở Eonju |
| 2                                   | Hội trường Cựu chiến binh Gangnam-gu Văn phòng Gangnam-gu Korea Appralsal Institue of Luxury Goods Samsung Raemian La Clash Samsung Hillstate Central I-Park APT                                      |
| 3                                   | Cổng sau trường trung học phổ thông Kyunggi Trung tâm phúc lợi người cao tuổi Gangnam Tổng công ty quản lý đô thị Gangnam-gu Văn phòng chi nhánh Trung tâm y tế công cộng Gangnam-gu                  |
| 4                                   | Bongeunsa (Chùa) Công viên Bongeun Trường Seoul Jeongae |
| 5                                   | Bưu điện Seoul Trade Center COEX Tổng công ty Bảo hiểm Thương mại Hàn Quốc Chi nhánh Gangnam |
| 6                                   | City Airport, Logis & Travel, KOREA |
| 7                                   | Hướng tới ngã tư POSCO |
| 8                                   | Ssangyong Platinum APT Bảo tàng Think Think Seonjeongneung Trung tâm Chăm sóc Chứng mất trí nhớ Gangnam-gu                                                                                            |

## Hình ảnh

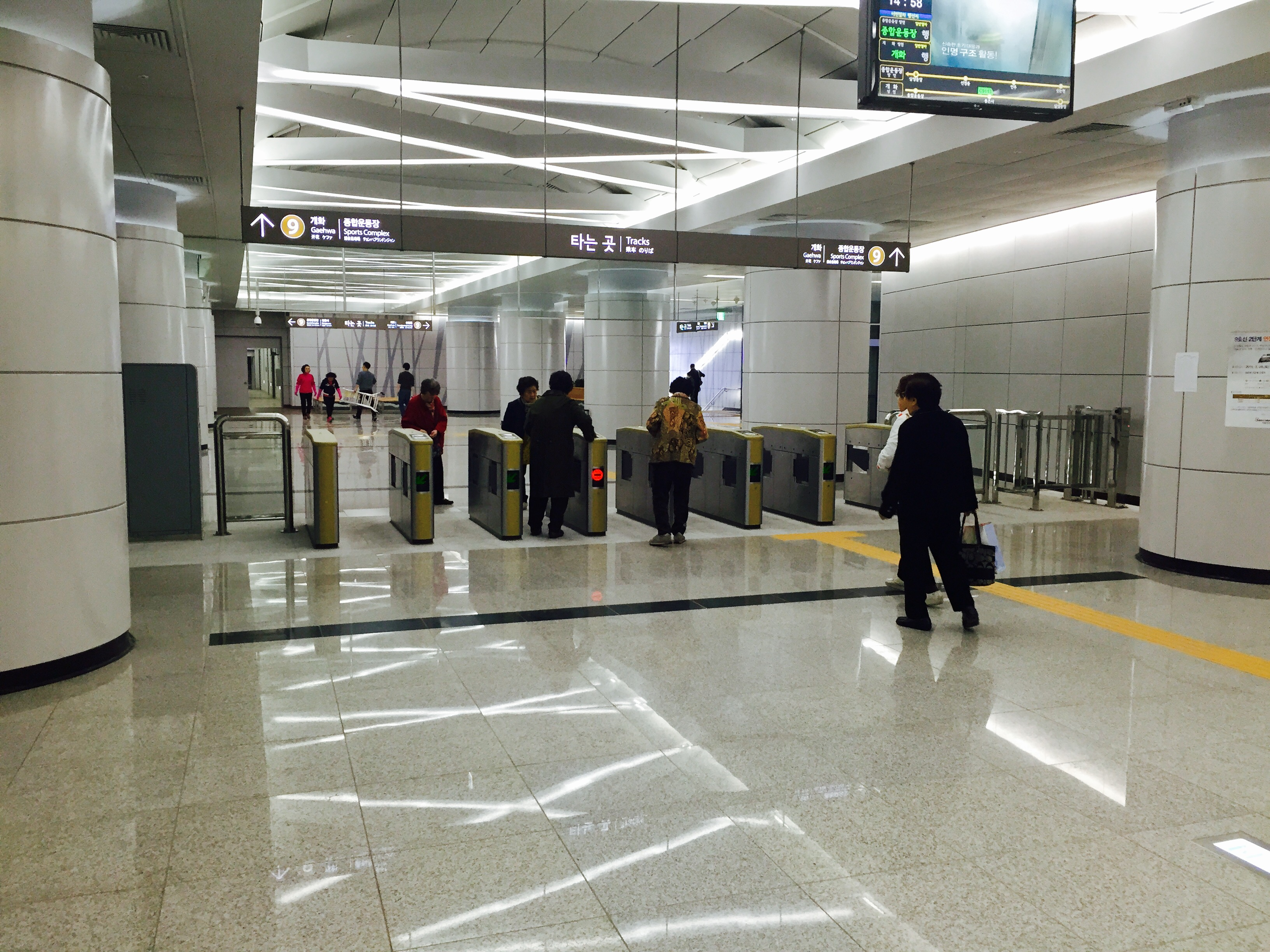
Cửa soát vé
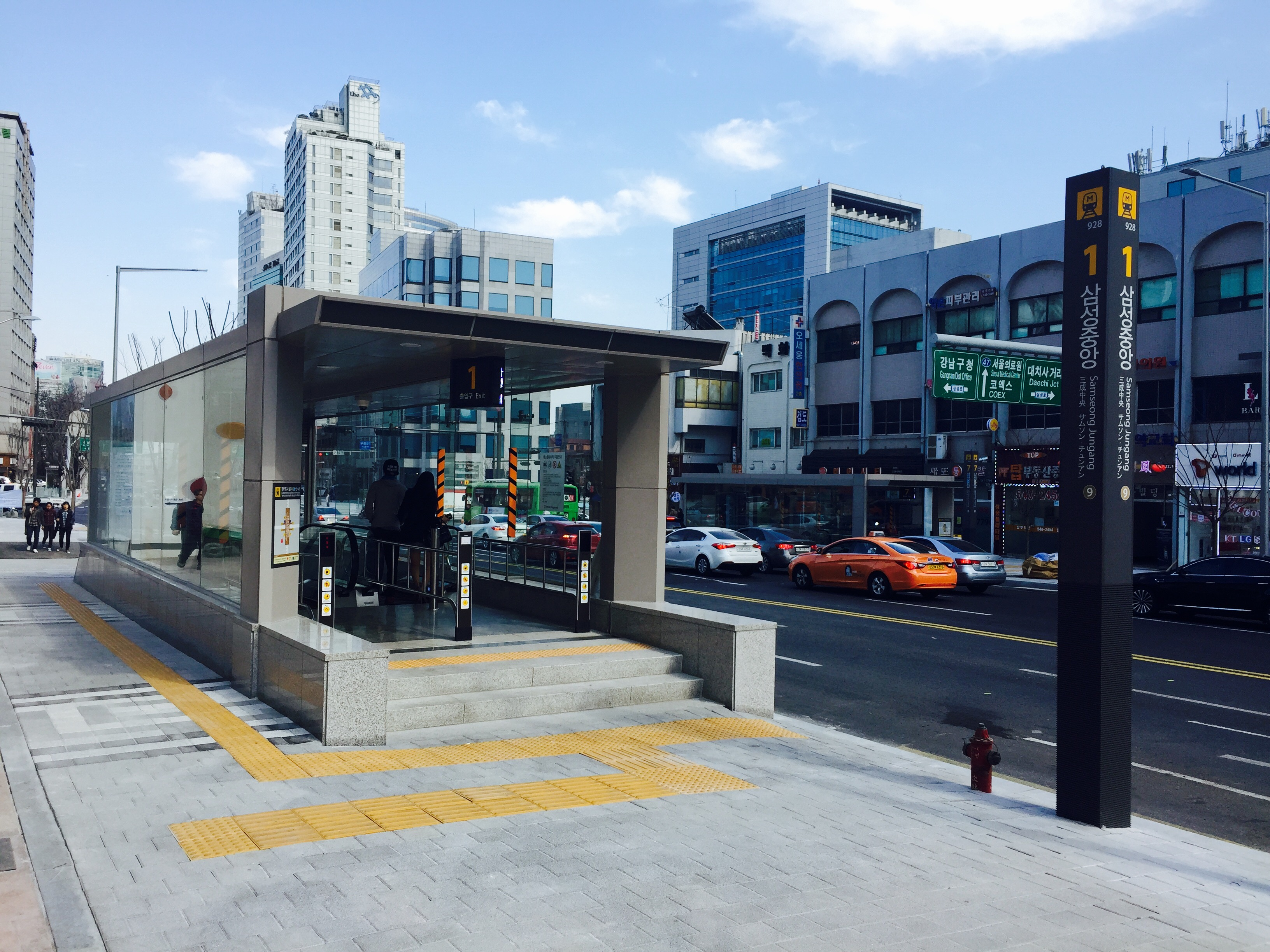
Lối ra 1
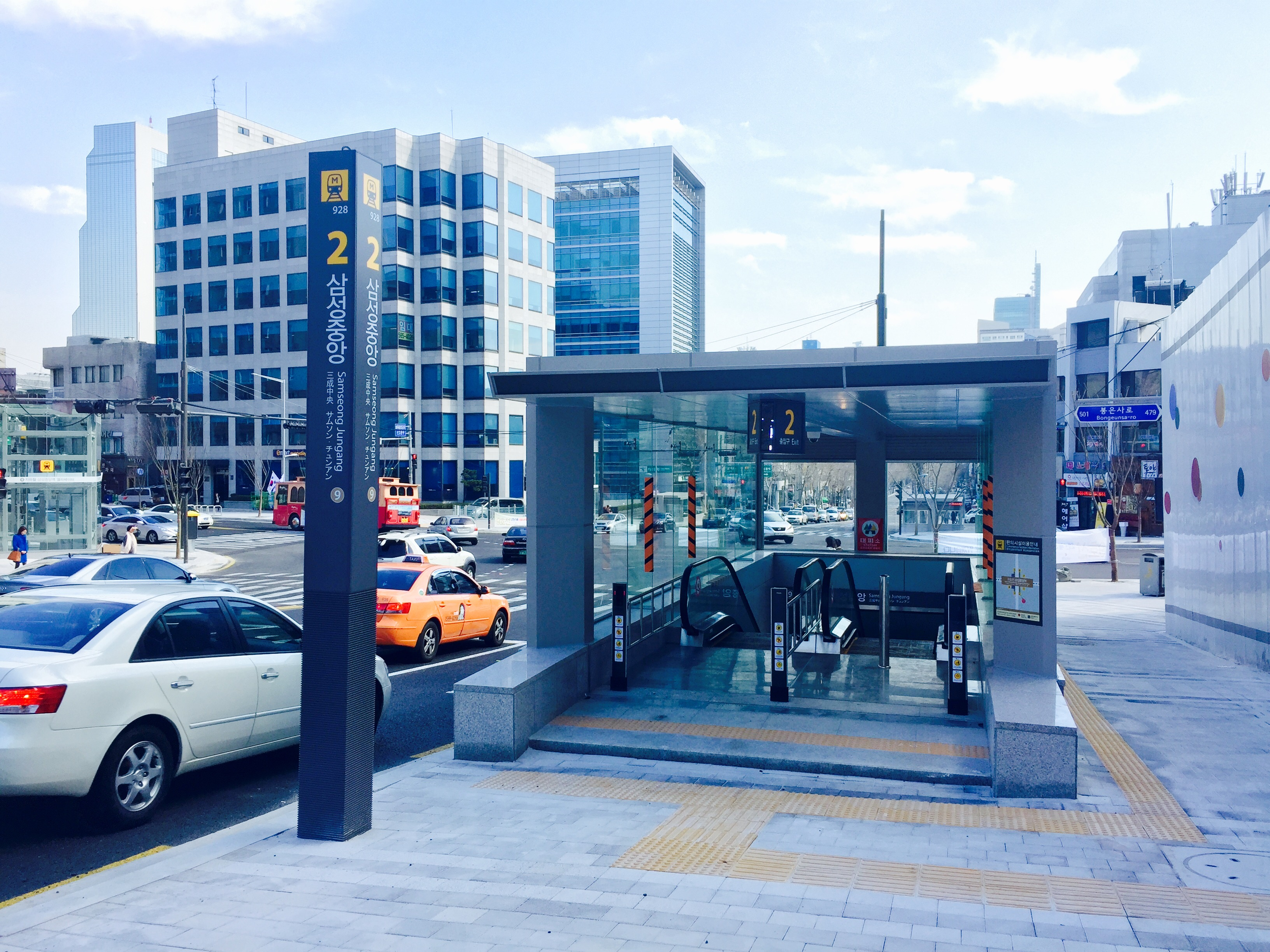
Lối ra 2
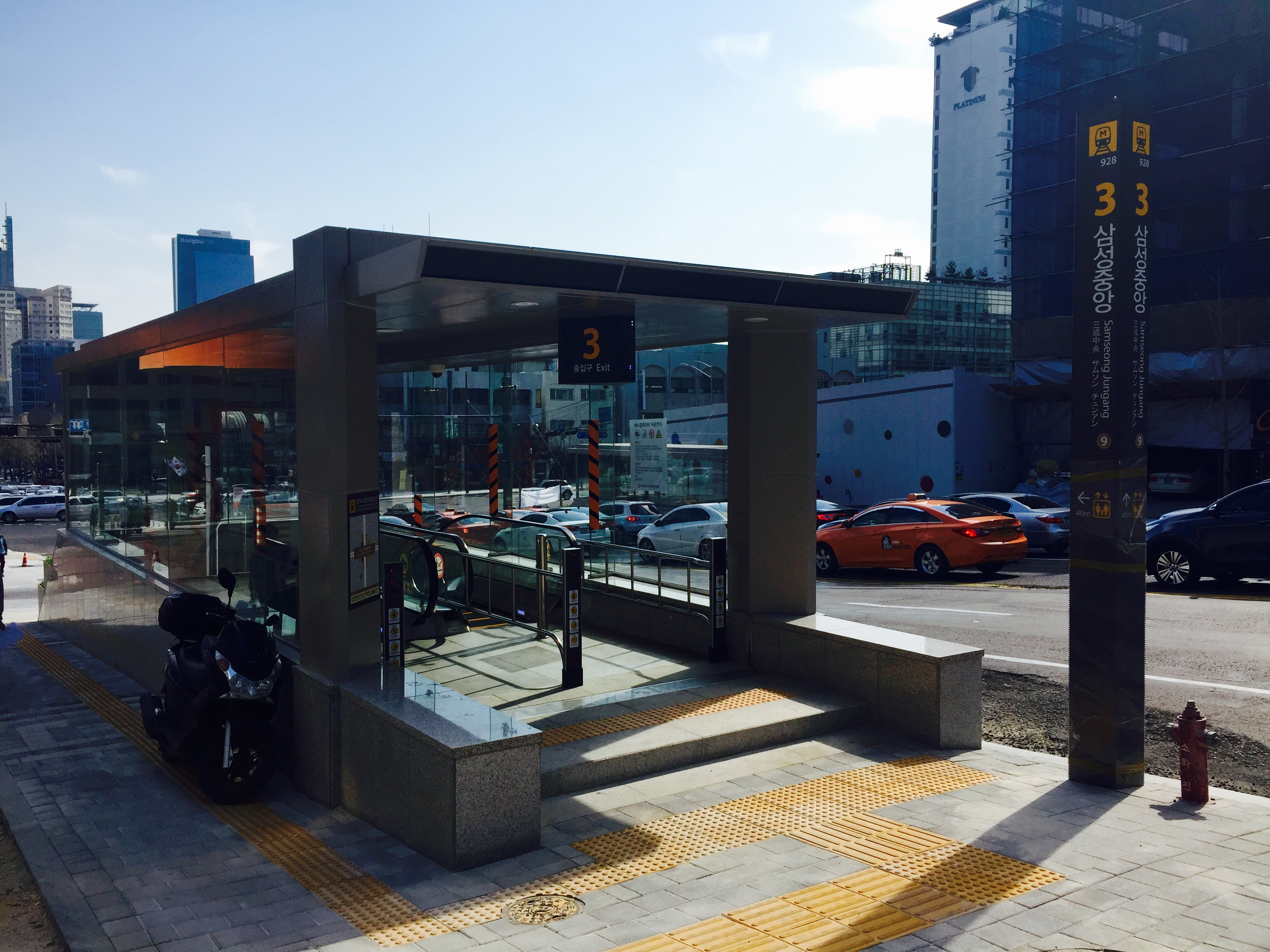
Lối ra 3
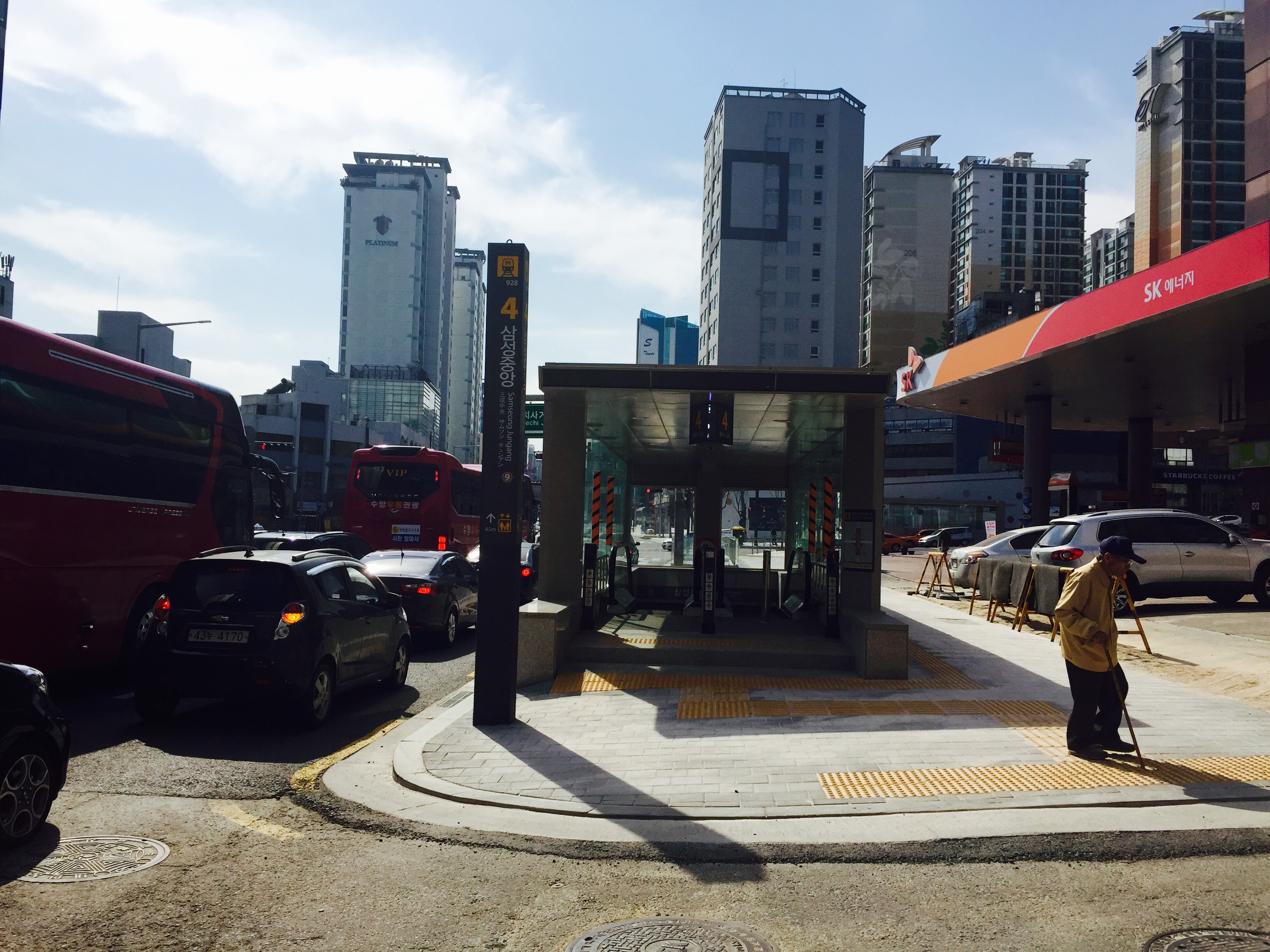
Lối ra 4
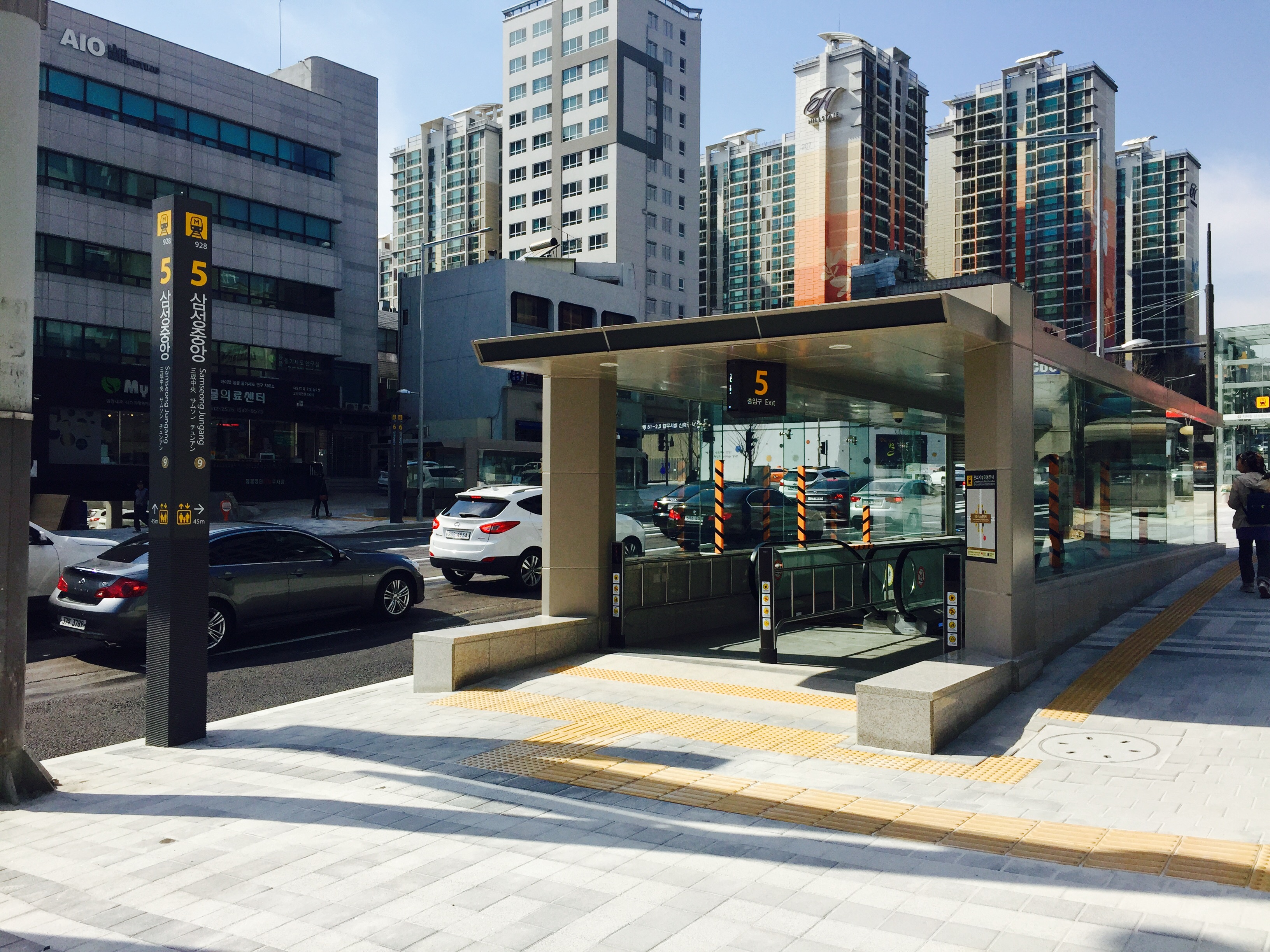
Lối ra 5
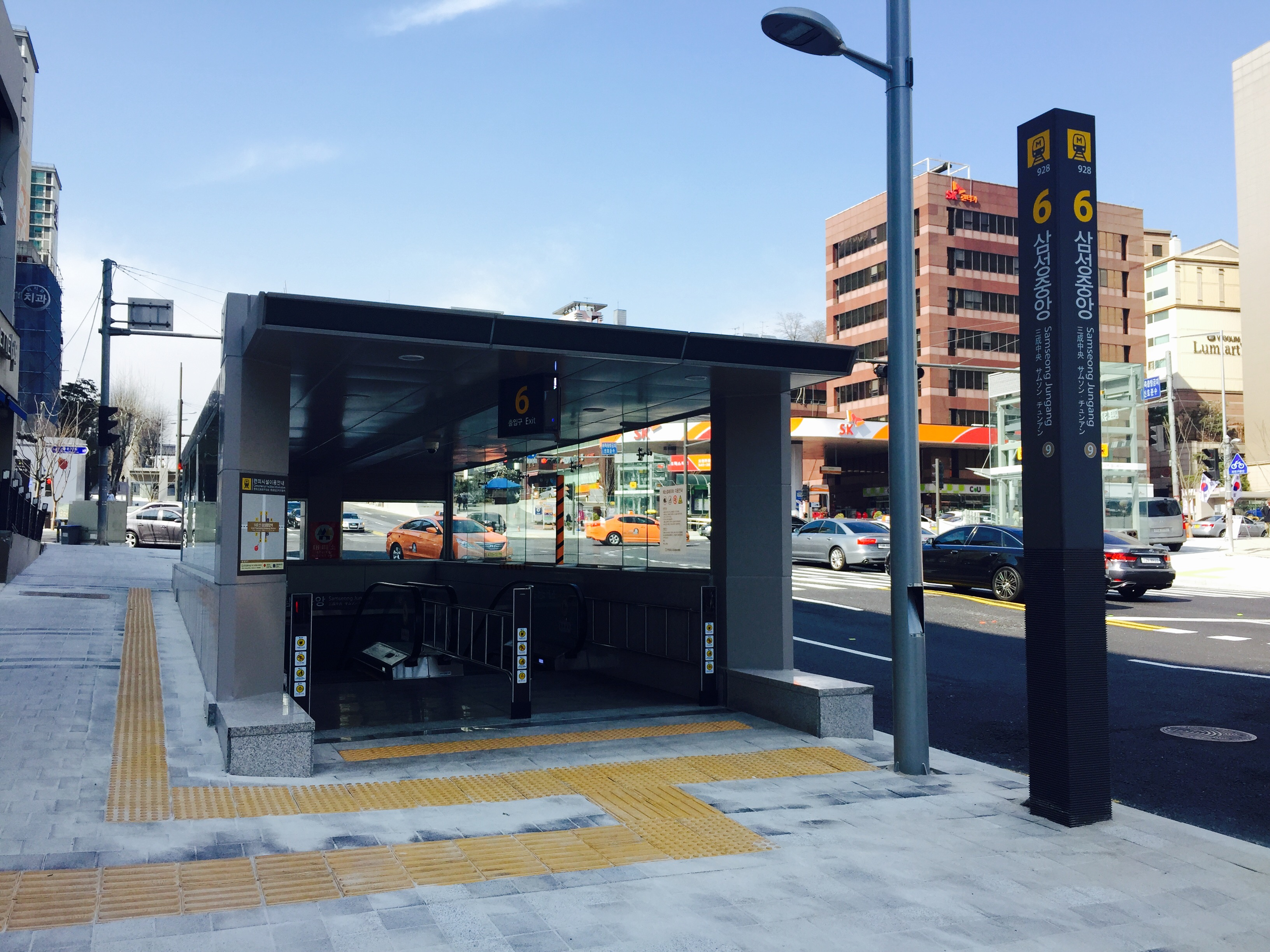
Lối ra 6
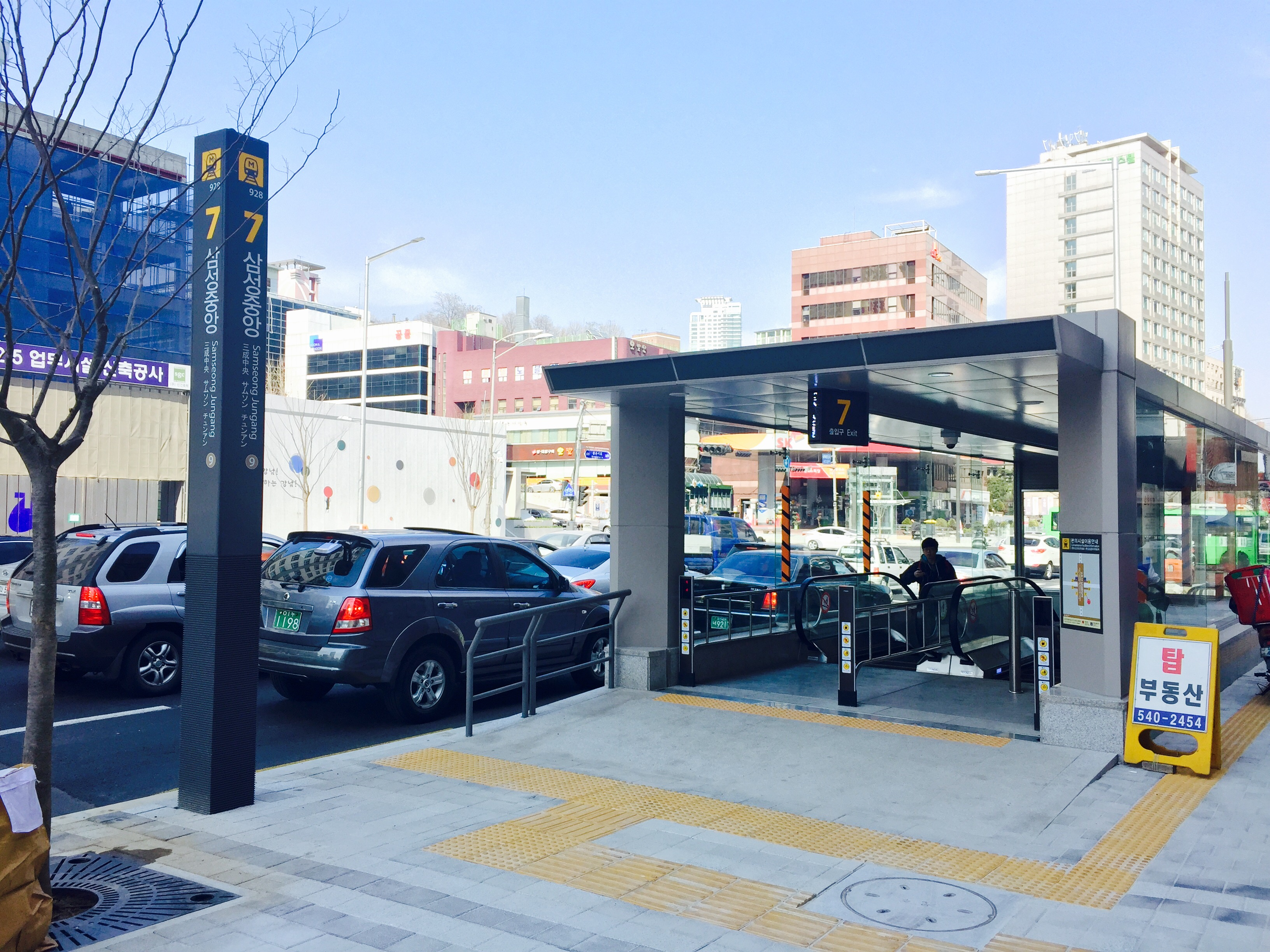
Lối ra 7
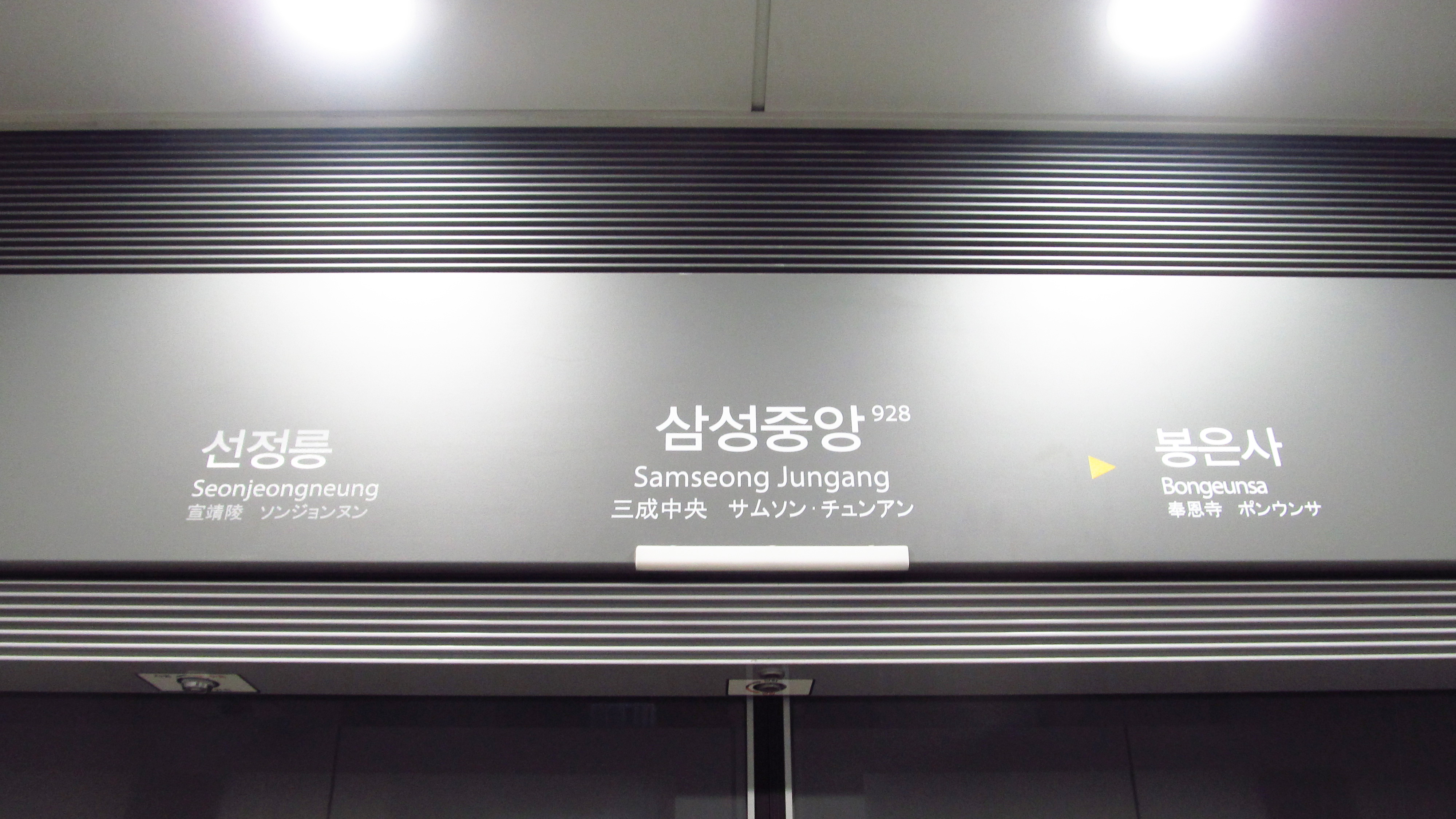
Bảng tên ga ở phía trên cửa chắn